# Bangiaceae
Famille
Les Bangiaceae sont une famille d'algues rouges de l'ordre des Bangiales.

## Étymologie
Le nom vient du genre type Bangia, éponyme dédicacé par l'algologue danois Hans Christian Lyngbye (en) à son collaborateur Hofmann Bang, qui l'accueillit dans sa propriété d'Hofmansgave sur l'île danoise de Fionie.

## Liste des genres
Selon AlgaeBase (30 nov. 2012) :
- Bangia Lyngbye
- Bangiomorpha N.J.Butterfield
- Boreophyllum S.C.Lindstrom, N. Kikuchi, M.Miyata & Neefus
- Clymene W.A.Nelson
- Dione W.A.Nelson
- Fuscifolium S.C.Lindstrom
- Lysithea W.A.Nelson
- Minerva W.A.Nelson
- Miuraea N.Kikuchi, S.Arai, G.Yoshida, J.A.Shin & M.Miyata
- Phyllona J.Hill
- Porphyra C.Agardh
- Pseudobangia K.M.Müller & R.G.Sheath
- Pyropia J.Agardh
- Wildemania De Toni

Selon Catalogue of Life (30 nov. 2012) :
- Aspalatia
- Bangia
- Bangiella
- Diploderma
- Phyllona
- Porphyra
- Porphyrella
- Wildemania
- Zachariasia

Selon ITIS (30 nov. 2012) :
- Bangia Lyngbye, 1819
- Conchocelis Batters, 1892
- Porphyra C. A. Agardh
- Porphyrella Smith & Hollenberg, 1943

Selon NCBI (30 nov. 2012) :
- Bangia
- Boreophyllum
- Clymene
- Dione
- Lysithea
- Minerva
- Porphyra
- Pseudobangia
- Pyropia
- Wildemania

Selon World Register of Marine Species (30 nov. 2012) :
- Bangia Lyngbye, 1819
- Bangiomorpha N.J.Butterfield, 2000
- Boreophyllum S.C.Lindstrom, N. Kikuchi, M.Miyata & Neefus, 2011
- Clymene W.A.Nelson, 2011
- Dione W.A.Nelson, 2005
- Fuscifolium S.C.Lindstrom, 2011
- Lysithea W.A.Nelson, 2011
- Minerva W.A.Nelson, 2005
- Miuraea N.Kikuchi, S.Arai, G.Yoshida, J.A.Shin & M.Miyata, 2011
- Porphyra C.Agardh, 1824
- Pseudobangia K.M.Müller & R.G.Sheath, 2005
- Pyropia J.Agardh, 1899
- Spermogonia Bonnemaison, 1822
- Wildemania De Toni, 1890
- Zachariasia Lemmermann, 1895
- Diplodermodium Kuntze, 1891
- Porphyrea Solier, 1845